# Jonathan Caicedo
Jonathan Kléver Caicedo Cepeda (* 28. dubna 1993) je ekvádorský profesionální silniční cyklista jezdící za UCI Continental tým Petrolike.

## Kariéra
Caicedo pochází z města Santa Martha de Cuba v ekvádorském kantonu Tulcán. Díky tomu získal svou přezdívku Cubanito. Na své škole byl členem cyklistického klubu, který založil jeden z jeho učitelů, účastník silničního závodu na olympijských hrách Juan Carlos Rosero. Z tohoto klubu vyšlo i několik dalších profesionálních cyklistů, například Richard Carapaz a Jhonatan Narváez. Předtím, než se v roce 2019 stal členem UCI WorldTeamu EF Education First, závodil za kolumbijské týmy Strongman–Campagnolo–Willier a Medellín.
V květnu 2019 byl Caicedo jmenován na startovní listině Gira d'Italia 2019. O měsíc později se stal mistrem Ekvádoru v silničním závodu i časovce. Caicedo se Gira d'Italia zúčastnil i v roce 2020. Ve třetí etapě se dostal do brzkého úniku dne. Postupně s Giovannim Viscontim odpáral zbytek uniklých závodníků. Na svazích Etny pak odjel i Viscontimu a vrcholu dosáhl sólo jako vítěz etapy. Zároveň se také ujal vedení ve vrchařské soutěži.

## Hlavní výsledky
2015
Národní šampionát
 vítěz časovky
3. místo silniční závod
2016
Panamerické mistrovství
 vítěz silničního závodu
Vuelta a Costa Rica
vítěz 12. etapy
Národní šampionát
2. místo časovka
2017
Vuelta a Colombia
4. místo celkově
2018
Vuelta a Colombia
 celkový vítěz
Vuelta a Asturias
2. místo celkově
 vítěz bodovací soutěže
Vuelta a la Comunidad de Madrid
3. místo celkově
6. místo Winston-Salem Cycling Classic
2019
Národní šampionát
 vítěz silničního závodu
 vítěz časovky
Adriatica Ionica Race
4. místo celkově
2020
Giro d'Italia
vítěz 3. etapy
lídr  po etapách 3 – 4
Tour Colombia
3. místo celkově
vítěz 1. etapy (TTT)
2022
Národní šampionát
3. místo silniční závod
Vuelta a Castilla y León
4. místo celkově
Jihoamerické hry
5. místo časovka
7. místo silniční závod
2023
Národní šampionát
 vítěz časovky
2024
Vuelta al Táchira
 celkový vítěz
vítěz 4. etapy
Národní šampionát
3. místo časovka
Tour Colombia
3. místo celkově

### Výsledky na Grand Tours
| Grand Tour      | 2019 | 2020 | 2021 | 2022 | 2023 |
| --------------- | ---- | ---- | ---- | ---- | ---- |
| Giro d'Italia   | 108  | 65   | DNF  | DNF  | DNF  |
| Tour de France  | —    | —    | —    | —    | —    |
| Vuelta a España | —    | —    | DNF  | 69   | 47   |

| —   | Nezúčastnil se |
| DNF | Nedokončil     |